# マイク・ホンダ
マイケル・マコト・ホンダ（Michael Makoto Honda、日本名：本田 実〈ほんだ まこと〉、1941年6月27日 - ）は、アメリカ合衆国の政治家。
カリフォルニア州に生まれ、民主党のカリフォルニア州第15下院議員選挙区選出（シリコンバレーも包括）の下院議員を8期務めた。学歴はサンノゼ州立大学修了。学位はBachelor in biological sciences and Spanish及びMaster in Education。韓国外国語大学校名誉政治学博士。
2007年に米国下院議会で行われた「従軍慰安婦問題の対日謝罪要求決議(アメリカ合衆国下院121号決議)」を代表提案者として主導した。コリア・コーカスのメンバーで、米国政界を代表する親韓派・知韓派議員と韓国で報道されていた。

## 経歴

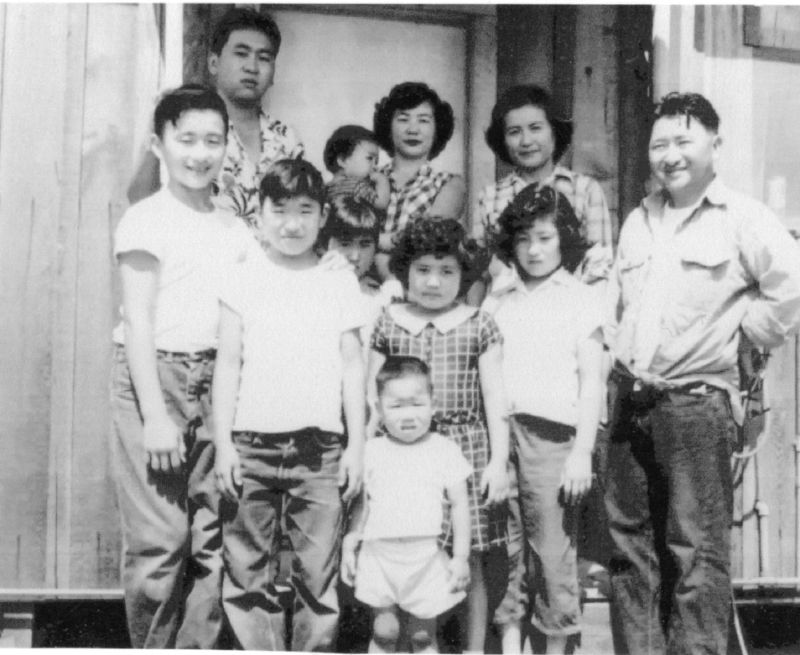
少年時代のホンダ（左端）。家族と共に撮影。

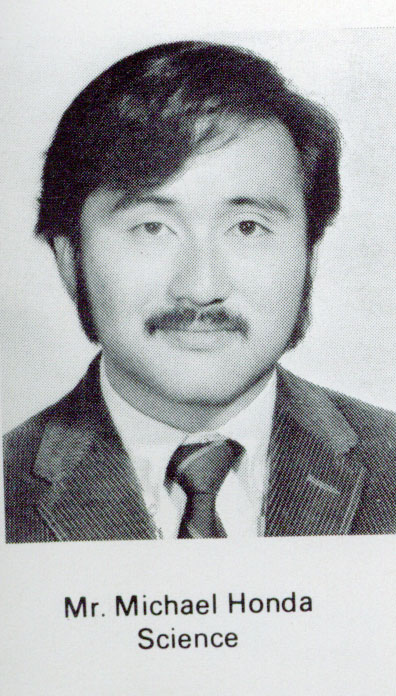
高校教師時代のホンダ。

1941年6月27日、太平洋戦争開戦直前にカリフォルニア州ウォルナット・グローブに生まれた。ホンダは日系三世で、祖父母は熊本県出身で1900年代にアメリカへ移民しており、両親ともにカリフォルニア州生まれである。後に弟と妹が生まれる。
翌1942年に太平洋戦争が勃発した中、利敵行為を防ぐために日系米国人を強制的に収容する政府の政策により、コロラド州の日系人強制収容所に送られ、幼少期の14ヶ月間を家族とともに収容所で過ごした。1953年に故郷のカリフォルニア州に戻り、イチゴ農場に転じた両親とサンノゼに住み、小作農として働く。
サンノゼ州立大学で生命科学とスペイン語を専攻。在学中の1965年、ジョン・F・ケネディ大統領の発展途上国援助のためのボランティア派遣計画に応じて大学での研究を中断し、エルサルバドルで平和部隊のボランティアとして1965年から1967年に奉仕活動をおこなう。
1968年に大学卒業。卒業後は理科教師になり、2つの公立学校で校長を務めた。スタンフォード大学で教育研究も行う。1974年にサンノゼ州立大学で修士号を取得。
1971年 、ノーマン・ミネタ市長よりサンノゼ市計画委員会に任命される。1981年、同市教育委員( San José Unified School Board)選出、1990年にアジア太平洋系アメリカ人として初めてサンタクララ郡委員(Santa Clara County Board of Supervisors)になる。
1996年にカリフォルニア州下院議会議員に選出、2001年まで務めた。
2001年、カリフォルニア選出の連邦下院議員に選出。2005年2月、民主党全国委員会副議長に選出。
2007年より下院歳出委員会に所属。アジア太平洋地域出身の米国議員総会議長を2004年から2011年まで務めた。
2007年1月末、米下院議員との共同署名で下院に慰安婦問題に対する日本政府の謝罪要求決議案を提出。
2007年8月、すでに1993年に詐欺罪で指名手配をうけながら米民主党、特にヒラリー・クリントンの資金源として活動していた中国系アメリカ人ノーマン・シューの逮捕後、シューから献金を受けていたホンダは、公開の謝罪と資金返還を余儀なくされた。なお、シューの事件は、ヒラリーの大統領指名選敗北の主因となったとされる。
2009年に成立したバラク・オバマ政権では教育長官のポストに強い意欲を見せていたが、オバマはシカゴ市教育長のアーン・ダンカンを教育長官に指名したため、就任は実現しなかった。
2016年11月8日にアメリカ大統領選挙と同時期に行われた連邦議会下院議員選挙で9選を目指して第17選挙区で立候補したが、同じ民主党のインド系弁護士のロー・カンナに敗れ落選した。
2017年、韓国政府より、修交勲章光化章を授与される。

## 政治活動

### 対日戦時賠償要求訴訟
1999年8月23日、ホンダが提案した非拘束の「対日戦後補償要求」決議（AGR-27）がカリフォルニア州議会で可決された。1999年12月11日に東京都の社会文化会館で行なわれた「戦争犯罪と戦後補償を考える国際市民フォーラム」において、ホンダは「AGR-27（カリフォルニア州）決議は日本政府を困惑させるためにやったものではない、「APA（環太平洋）コミュニティ」結束の為にやった。」と述べたという。同決議では日本政府に対し、南京大虐殺や慰安婦問題などの第二次世界大戦中の戦争犯罪に対する明確な謝罪と犠牲者への賠償を要求している。
1999年にカリフォルニア州で成立した特例州法トム・ヘイデン法（ヘイデン法）にもとづいて在米日本企業を相手取り対日戦時賠償要求訴訟が多く行われ、請求金額の総額は1兆ドルになると言われた。ホンダは同法を共同提案したと思われる。
高山正之によれば、当時の背景としては、ベルリンの壁崩壊以降、東欧諸国との戦後賠償問題が発生し、またアメリカでもユダヤ系市民が在米ドイツ企業を相手に賠償請求裁判を大量に起こしていた。しかし、米連邦裁判所は「すでに西ドイツ政府とホロコーストの被害者やイスラエル政府との間に賠償交渉が成立している」として請求棄却していた。そこで、訴訟窓口だったロサンゼルスのミルバーグ＆ワイス弁護士事務所は、ドイツと東欧諸国の賠償交渉にアメリカ人弁護士が介入することを大統領に提案、1999年2月、ドイツの政府と企業が共同で50億ドルを拠出して償いとする「記憶・責任・未来」基金(2000年8月12日施行)が創設される。高山はミルバーグ＆ワイス弁護士事務所の動きとマイク・ホンダは連動していたと見ており、高山によればミルバーグ＆ワイス法律事務所が原告代理人として裁判を担当した。
ホンダ議員が提案した「日本の戦争犯罪」とは、強制労働と多数の捕虜抑留者の死、多数の中国人の死傷者を出したとされる南京事件、慰安婦の強要を指す。議会ではジョージ・ナカノ下院議員が「日本に対する古い敵意をあおることは、日系人に対する反発を駆り立てる」として反対し、また原爆投下は残虐行為ではないかとする緑の党議員に対して民主党議員は「原爆投下によって戦争終結をはやめ、多くの人命が救われた」と反論するなどした。ホンダ議員とナカノ議員の対立は、日系アメリカ人社会の内紛ともなり、ダニエル・イノウエ上院議員がナカノ議員側を支持した。マイク・ホンダ議員は中国系の反日団体の世界抗日戦争史実維護会から多額の献金を受領し緊密な連携をとっているとして、ナカノ議員はホンダ議員が対日非難活動を行う理由は「選挙キャンペーンでの政治献金の問題だ」と語っている。なお、決議には法的拘束力はない。

### 人権問題に関して
ホンダは公民権運動を擁護しており、アジア太平洋系アメリカ人議員会の議長を2004年から2011年まで務め、Local Law Enforcement Hate Crimes prevention Act of 2009 に賛成した。
中国の人権問題に関しては、「将来の改善が必要である」としている。

### 慰安婦問題
ホンダは、旧日本軍の慰安婦並びに慰安所に関して「政策として女性や少女を誘拐して性奴隷にした」として、アメリカ軍が第二次世界大戦後日本で利用した慰安所（特殊慰安施設協会）とは同一視出来ないと主張している。
ホンダと連帯して下院決議案を推進してきた人物に韓国系アメリカ人のソー・オクチャ博士がいる。オクチャはワシントンに本拠を置く「慰安婦のためのワシントン連合」の会長でもあり、米地方裁判所に提訴した15人の慰安婦の裁判闘争を支援してきた。2007年2月15日の公聴会でも、慰安婦人権保護支援組織のミニー・コトラーとともに陳述を行っている。
Korean American Voters' Councilによれば、慰安婦問題をめぐる対日謝罪要求決議案が採択された2007年から2010年にかけ、アメリカの上下院議員中、韓国系から最も多額の政治資金を集めた議員であった。その額は13万9,154ドルであった。
- 慰安婦問題について、ホンダは日本政府への慰安婦に対する謝罪要求決議案（アメリカ合衆国下院121号決議）[24]を米下院に提出している（直接の請願者はマイアミで慰安婦救済活動に取り組んでいるEvelina Galang[26]であり、ホンダは請願紹介議員である）。日本政府の謝罪を求める同様の一連の決議案は、過去5回提出されていずれも廃案になっており、2007年の6回目は今までになく注目を集めた。2007年6月26日、米下院外交委員会は賛成39票、反対2票の大差で決議案を可決。2007年7月30日に下院本会議で決議案が採決にかけられた。民主党のナンシー・ペロシ下院議長が決議案を支持すると表明し、共同提案者は168名に達した。採決時には議事進行簡潔化の為にサスペンションルール（議論の必要のない議案をすばやく可決するのに用いられる手法）が適用された。議場にいた10人は反対意見がないことを確認し決議は可決された。
- 決議案は日本政府に対し下記4点を勧告している。(1)「慰安婦」として強要したことの責任を認めること、(2)公式に謝罪すること、(3)性奴隷化、人身売買を否定する声に日本政府が明確に反論すること、(4)この出来事を国民に対し知らせ、教育をおこなうこと。
- 議案を推進する在米韓国・中国系市民団体の主張によると、1930年代から1940年代にかけ、20万人を超える朝鮮・中国・フィリピン・インドネシア等の女性が拘束され、旧日本軍兵士へのセックス提供を強いられた[27]という。
- ホンダは、『東亜日報』の取材の中では、「日本に恥をかかせ叩こうとするものではない」[28]「日本が名誉な評価を受ける国になることを心より願う」[29]と述べている。
- 2008年1月8日に訪日。民主党の江田五月参議院議長、神本美恵子、水岡俊一や日本共産党の紙智子、仁比聡平と会談を行う。「従軍慰安婦の問題で日本人に罪を認めさせるのは、とても難しい課題だが、みなさんとセイムなハート（同じ気持ち）だ」と発言した。
- 2009年8月12日、江原大学校で名誉教育学博士学位を受けるために訪韓し、ナヌムの家を訪問した。
- 2014年2月4日付で、慰安婦問題に関する正式な謝罪を日本政府に促す書簡を国務長官ジョン・ケリー宛に送付[30]。
- 2014年6月30日、河野談話の検証報告書の内容が、「日本軍による強制性」を否定するものであるとして、これを非難する書簡を民主・共和両党の下院議員17人と連名で駐米日本大使佐々江賢一郎宛に送付[31]。佐々江は書簡への返書の中でホンダらの非難に対し、「報告書は国会の要請を受けた対応で、民主主義の責任を果たす重要な手続きだ」と反論。河野談話を「見直さない」との官房長官菅義偉の発言を引用し、「日本政府は韓国政府と解決に向けた取り組みを続ける」と述べた[32]。
- 2014年7月3日、台湾総統馬英九とカリフォルニアで会談し、慰安婦問題について台湾側に「さらなる協力」を要請した[33]。
- 2015年12月の日韓合意後も、日本政府に繰り返し謝罪を求める元慰安婦らに賛同する意向を表明していた[13]。